# Ornithostoma
Ornithostoma („ptačí ústa“) byl rod pterodaktyloidního ptakoještěra, žijícího v období rané křídy (věk alb, asi před 110 až 100 miliony let) na území dnešní západní Evropy.

## Historie
Tento taxon má poměrně spletitou historii. Jeho fosilie byly objeveny v sedimentech souvrství Cambridge Greensand v Anglii. V roce 1859 byly přírodovědcem Richardem Owenem popsány jako druhy Pterodactylus sedgwickii a Pterodactylus fittoni, později byly příležitostně řezeny do rodů Ornithocheirus a Pteranodon. Dnes je tento ptakoještěr považován za vědecky platný a samostatný rod a druh, náležející do kladu Azhdarchoidea.